# Ctenus miserabilis
Ctenus miserabilis este o specie de păianjeni din genul Ctenus, familia Ctenidae, descrisă de Strand, 1916.
Este endemică în Columbia. Conform Catalogue of Life specia Ctenus miserabilis nu are subspecii cunoscute.